# Moro no Brasil
Moro no Brasil es un documental de 2002 dirigido por Mika Kaurismäki.

## Sinopsis
Vivo en Brasil es un viaje musical al corazón del mayor país de América Latina, legado de los sucesivos habitantes de Brasil, indios, europeos, africanos. Todas estas influencias culturales se han acumulado como estratificaciones geológicas y ofrecen una variedad de ritmos: forro, frevo, embolada, samba... Para realizar este documental, el realizador finlandés Mika Kaurismäki ha recorrido 4.000 kilómetros y tres estados del noroeste de Brasil, ha hablado con más de treinta músicos, la mayoría callejeros y desconocidos al extranjero.

## Premios
- Nyon Visions du Réel, Suiza 2007